# Оборона Львова (1939)
Оборона Львова 1939 года — военные действия с 12 по 22 сентября 1939 года во время Сентябрьской войны, целью которой было отстоять город от немецких, а затем и советских войск.

## Довоенные планы
В межвоенном двадцатилетии Львов был одним из крупнейших гарнизонов в Польше и Восточной Малопольше.
Львову и всему Львовскому воеводству отводилась большая роль в оперативном плане «Восток», разработка которого закончилась в феврале 1939 года. План предусматривал ведение оборонительной войны против СССР с помощью союзной Румынии и материальной поддержке западных держав. Львов и воеводство должны были стать ареной непосредственных боёв, необходимых для удержания польской обороны, так как через эту территорию проходили важные для военных целей железные дороги: Львов—Броды, Львов—Золочев, Львов—Бережаны и железнодорожное сообщение с Румынией.
Предусматривалось что в случае применения оперативного плана «Запад» отмобилизованные во Львове части будут направлены против немцев. В дальнейшем предусматривалось разместить в городе запасные части, полевые госпитали и другие тыловые учреждения. Предполагалось, также как и по плану «Восток», что командование окружного корпуса № 6 с его железнодорожным узлом Львов, сыграет важную роль в военных поставках из Румынии, а возможно и из СССР, если тот будет придерживаться нейтралитета, в чём обязывался договором о ненападении 1932 года. Оборона города вообще не предусматривалась, так как никто не ожидал такого развития событий, чтобы это стало необходимостью.

## Мобилизация во Львове
23 августа 1939 объявлена была мобилизация лётчиков и ПВО, которая охватила 6-й авиаполк 6-й дивизион зенитной артиллерии. Полк сформировал лётные подразделения для Армии «Лодзь» и бомбардировочной бригады, а также авиабазу № 6, а дивизион сформировал шесть мобильных зенитных батарей. Оба подразделения после окончания мобилизации были расформированы.
27 августа была объявлена срочная мобилизация, под которую во львовском гарнизоне попали 14-й Язловецкий уланский полк, 19-й Обороны Львова пехотный полк и 1-й дивизион 5-го Львовского легко-артиллерийского полка. Кроме того, 6-й полк тяжёлой артиллерии сформировал дивизион тяжёлой артиллерии для 12-й пехотной дивизии, а 6-й танковый батальон две танковых роты, три отдельных взвода разведки и три колонны самоходок.
31 августа началась общая мобилизация частей первой очереди, в том числе остальных частей 5-й пехотной дивизии, тяжёлой артиллерии, танковых частей, жандармерии и тыловых служб. В первых днях сентября отмобилизованные части были отправлены железнодорожным транспортом на театр военных действий. Во Львове остались только: Командование окружного корпуса № 6, запасные части и некоторые тыловые службы.

## Начало войны. Подготовка к обороне
С 1 сентября город был подвергнут сильной бомбардировке люфтваффе, что привело к большим разрушениям, в начале дезорганизовавшим всю армейскую работу. Среди других были уничтожены водочная фабрика Бачевского и греко-католическая церковь св. Духа. Повреждён Главный железнодорожный вокзал и множество строений, в основном на ул. Городоцкой и Яновской. Организация импровизированной обороны началась через неделю после начала боевых действий. Уже действовали противовоздушная и противогазовая обороны. Дополнительно создана Стража безопасности, во главе которой встал дивизионный генерал в отставке Владислав Янджеевский, и Гражданский комитет обороны Львова, руководимый ректором Университета Яна Казимира профессором Романом Лонгшамп де Берье.
7 сентября приступили к организации обороны города, сначала на дальних подступах, опираясь на реку Верещица. Этим занимался полковник Болеслав Фиялковский. 9 сентября генерал Лангнер приказал из вспомогательных частей создать опорные пункты на линии Жолква-Янов-река Верещица-Грудек Ягелонский-Верещица-Комарно-река Днестр. Командованию обороны города также был подчинен учебный центр пограничной стражи в Раве-Русской, отряды которого должны были занять позиции от Белжеца через Раву-Русскую до Магерова. В тот же день генерал Лангнер назначил Командование обороны округа Львов, во главе с дивизионным генералом Рудольфом Прихом. Начальником его штаба стал подполковник Казимир Беньковский.

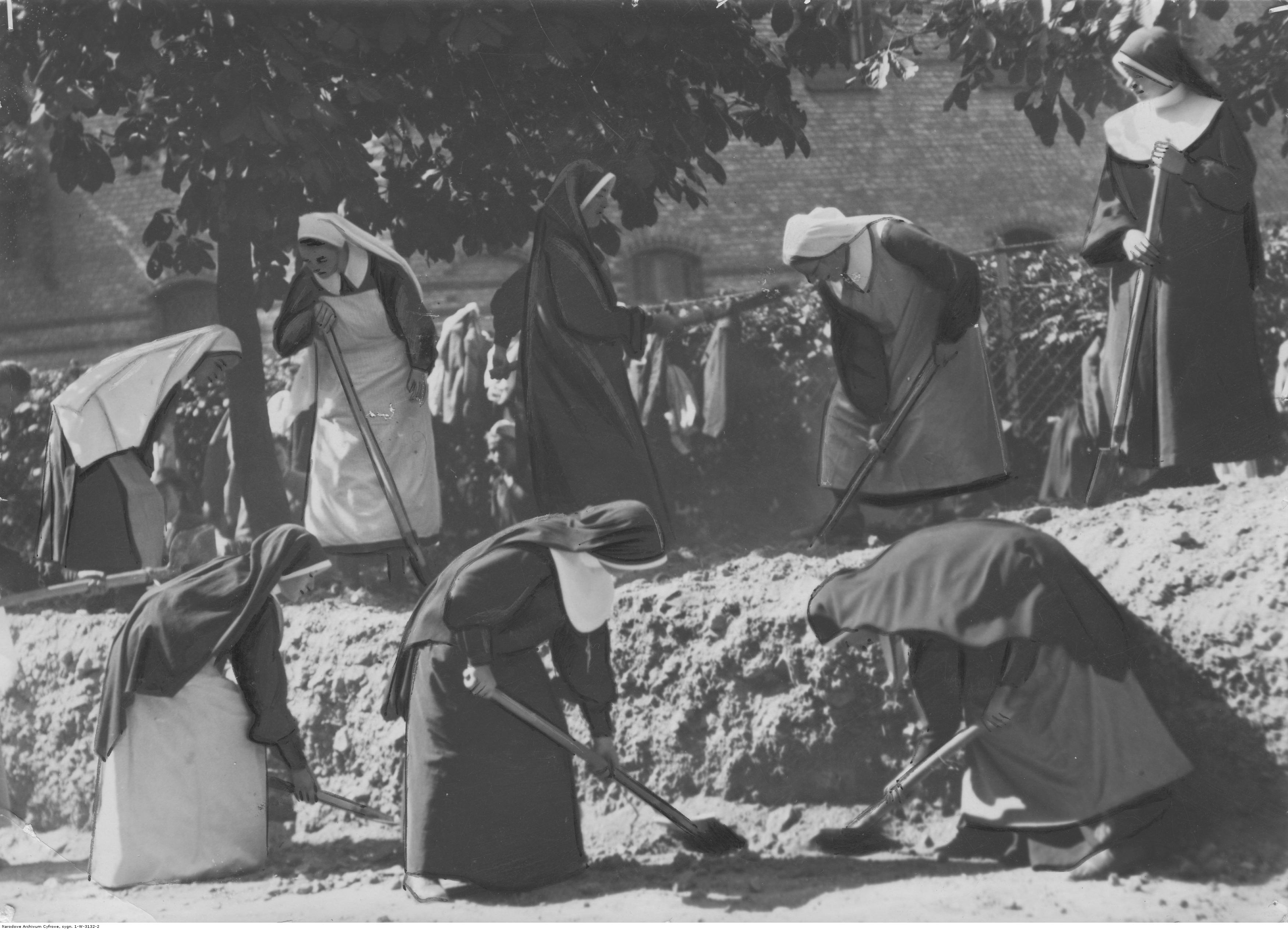
Францисканки во Львове роют траншеи на Мостицких валах.

Утром 10 сентября генерал Лангнер присутствовал на совещании у военного министра дивизионного генерала Тадеуша Каспжинского в Луцке, который приказал ему организовать во Львове постоянную оборону в целях облегчения положения частей воюющих на юге страны. В тот же день в город прибыл генерал Казимеж Соснковский, который получил от Главнокомандующего принять командование южной группой армии «Карпаты», с заданием удержать позиции на реке Сан и отстоять Львов. Несмотря на скромные возможности генерал Лангнер помог ему с организацией штаба группы, руководства подразделениями и вспомогательными частями. Поздним вечером, со своим штабом, во Львов прибыл командующий армией «Карпаты» генерал К. Фабриций.
11 сентября генерал Прих издал первый оперативный приказ, в соответствии с которым заданием его войск являлась самостоятельная оборона Львова, а также района на север от Жолквы, с выдвинутым опорным пунктом в Раве-Русской, а на западе над Верещицей через Янов-Грудек Ягелонский до Великого Любеня. Вскоре оборонительная линия была продолжена до Комарно. Командование обороны окрестностей Львова подчинила группу «Жолкев» полковника Стефана Ивановского (в составе: маршевые батальоны 53-го и 40-го пехотных полков, 1-й батальон 53-го пех.полка, пешие и конные эскадроны Кресовой кав. бригады, батальон составленный с воинов разбитых частей, сапёрные роты, батареи лёгкой и тяжёлой артиллерии и батальон учебного центра пограничной стражи в Раве-Русской), группе войск полковника Людвика Дмышевича и гарнизону города Львова. Задание организации непосредственной обороны Львова получил полковник Болеслав Фиялковский, начальником штаба которого стал подполковник Казимир Рызинский, начальник эвакуированного из Варшавы научно-исследовательского военного института.
В состав гарнизона города сначала входили немногочисленные части, состоящие из двух охранных батальонов, вспомогательной роты, роты воздушного охранения, двух маршевых батальонов из резервистов, неполной сапёрной роты пограничного корпуса «Чортков», батальона народного ополчения «Львов I», запасной части лёгкой артиллерии № 6, который мог выставить три батареи, и частей противовоздушной обороны. Срочно разработан план обороны Львова, который опирался на естественные преграды (наиважнейшие взгорье 374 «Кортумова Гора» и взгорье 324 у Збоища). На внешнем периметре обороны решили построить баррикады и противотанковые рвы (при помощи местного населения), а внутри города, поделенного на самостоятельные сектора и блоки обороны, построить баррикады, организовать склады боеприпасов, продуктов и медикаментов.
11 сентября город был разделён на сектора. Командиром западного сектора обороны был назначен полковник Генрик Яновский (с 14 сентября командование сектором принял полковник Ярослав Шафран), южного — подполковник Стефан Мрозек, северного — полковник Болеслав Васкевич, а восточного — майор Еугениуш Слепецкий. В тот же день командиры секторов провели рекогносцировку на местности. Наибольшей проблемой была нехватка средств связи, командиры секторов были вынуждены использовать местную телефонную линию. Каждый сектор получил отряд сапёров и оборудование.
В ожидании атаки танков и механизированных частей, на северном направлении обороны был создан бетонный ров, в который были пущены воды реки Полтва. Оборона южного направления также опиралась на глубокий ров. Западная и восточная части города не имели естественных преград, как стало ясно позднее оборону этих направлений так и не удалось организовать в полной мере. На наиболее вероятных направлениях немецкого наступления были созданы 9 опорных пунктов, каждый силой до роты пехоты, поддержанной батареей или ротой лёгкой артиллерии. Подразделения пехоты были взяты из маршевого батальона 26-го пехотного полка под руководством майора Е. Слепецкого. Для возведения оборонительных сооружений руководству секторов было выделено по сапёрному отделению с инструментом. Помогали в работе также и гражданские рабочие. Возведены были также и предпольные укрепления города. Линия реки Верещицы была однако неравномерно укреплена — сильнейшие части в составе маршевых батальонов 19-го и 40-го пехотных полков заняли оборону на её северном участке, тогда как южный участок оборонялся дозорами. Скорее всего это объясняется ошибочной оценкой направлений движения немцев: направление Самбор-Львов было оценено как наименее угрожаемое, а немецкая атака ожидалась со стороны Стрыя, чтобы отрезать поляков от Румынии. Для разведки планов немцев 11 сентября генерал Прих послал разведывательный дивизион ротмистра Юзефа Мурасика в направлении Любачув-Цешанув и Ярослав-Радымно.

Крест за оборону Львова

С 11 сентября гарнизон Львова начал получать подкрепления из других населённых пунктов окрестностей. Первым прибыл по железной дороге из Стрыя маршевый батальон 48 пех. полка майора Эдварда Шиманского. С целью пополнения запасов боеприпасов, их начали свозить грузовым транспортом со Складов Вооружения № 6 в Голоско, которыми командовал капитан Яков Хешенредер и которые должны были стать самостоятельным пунктом обороны. Было доставлено также несколько орудий и зенитных пулемётов из Жешува, Кросно и Пшемысля.
Расположение немецких войск перед самым началом атаки на Львов выглядело следующим образом. В ночь с 11 на 12 сентября ими был занят Самбор, а рано утром — деревня Калынув, на северо восток от Самбора. Находясь в Калынуве, командир 98 горно-егерского полка полковник Фердинанд Шёрнер издал приказ о создании и постановке задачи для механизированной группы 1-й горно-егерской дивизии, под руководством генерал-майора Людвига Кюблера, которую сам и возглавил. Группа получила задачу наиболее быстрым маршем прорваться ко Львову. В состав группы входили два горно-егерских батальона (2-й батальон 99 горно-егерского полка и отдельные роты из 98 и 100 горно-егерских полков), роты авангарда, двух гаубичных самоходных батарей 150 мм (из 79 горноартиллерийского полка), взвода 100 мм миномётов, взвода 150 мм гаубиц из 445 дивизиона тяжёлой артиллерии и двух взводов 20 мм зенитной артиллерии. Эти отряды передвигались на грузовиках и гусеничных машинах вместе с самоходками и патрулями на мотоциклах и должны были быстро одолеть небольшое расстояние, отделявшее их от Львова (66 км.), и разбить встреченные части Войска Польского. Передовое боевое охранение состояло из 16-й роты из 98 горно-егерского полка, роты авангарда и взвода 150 мм.пушек из 445 дта. Оно должно было впереди частей группы наступать через Рудки на Великий Любень, хутор Кальтвассер и Зимну Воду, в 7 км от Львова. Группа в нескольких местах имела боестолкновения с польскими частями и это ослабило темп её продвижения.
12 сентября в 14 часов передовые части группы Шёрнера появились на окраине Львова со стороны Зимней Воды.

## Оборона города

### 12 сентября

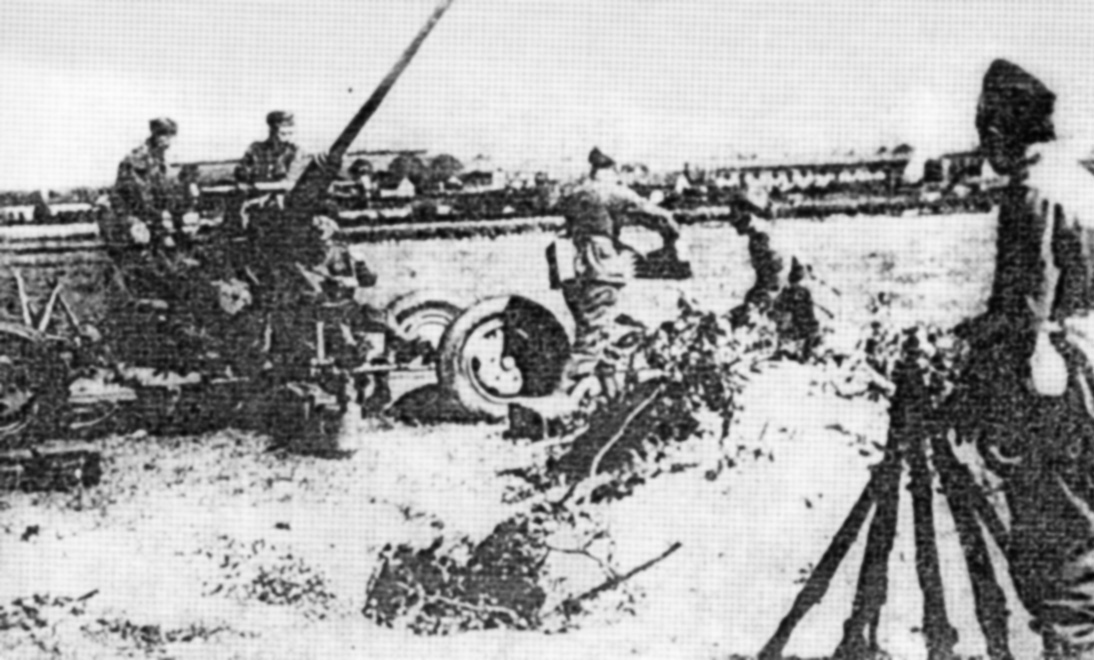
Польская зенитная артиллерия во Львове. 1939 год.

В 14 часов в город ворвались передовые подразделения группы Шёрнера. Эта атака была направлена на занятие стратегических пунктов в городе и сковать польскую оборону. Польская сторона ещё не была готова к боевым действиям, оборонительные пункты не были заняты личным составом, их занимали непосредственно в ходе боя. Направленный на оборону западного сектора маршевый батальон 48 пехотного полка майора Е.Шиманского только частично был вооружён и подготовлен к ведению боевых действий. Немецкое нападение не было полностью неожиданным, так как о нём сообщала разведка. Наиболее упорный бой имел место за пункт обороны в районе Богдановки на Гродоцкой улице. Гарнизон этого пункта состоял из взвода пехоты, пулемётного взвода и взвода артиллерии (2 пушки 75 мм), предназначенного для поражения танков при стрельбе прямой наводкой. При появлении немцев (14 бронетранспортёров и 7 мотоциклов) они были обстреляны польскими артиллеристами и пулемётчиками, и в результате были разбиты. Вскоре к немцам подошло подкрепление, и они возобновили наступление на пункт обороны. В 17 часов немцы взломали позиции 2-й роты маршевого батальона. Группа немецких солдат прорвалась в глубь города, достигнув костёла Святой Эльжбеты. Ситуация однако была исправлена благодаря переброске в район ул. Гродоцкой дополнительных подразделений армии и полиции. В результате к исходу дня немцы перешли к обороне в ожидании подкреплений. В наиболее уязвимые места обороны были посланы дополнительные силы командования обороны города — на Кортумову гору около 80 солдат 26-го пехотного полка, на Вульку отряды полиции и кадетов для укрепления левого фланга батальона 48-го полка. В районе ул. Стрыйской позиции занял батальон ополчения «Львов I», у железнодорожной станции Персенковка — импровизированный батальон 19 пехотного полка и шестая артиллерийская батарея, а между улицами Зелёной и Лычаковской — импровизированный батальон 40 пехотного полка.
С утра 12 сентября оборона города была усилена частями 3-го пограничного корпуса из Гродно: три полка пехоты в составе 195 офицеров и ок. 6400 солдат и двумя батальонами 35-й резервной пехотной дивизии (2-й батальон 205 резервного пехотного полка и 1-й батальон 206 резервного пехотного полка), а к ночи также и эскадроном дивизионной кавалерии. Эти части сразу были направлены на наиболее угрожающие участки обороны. К концу первого дня обороны силы поляков составляли — на западном участке три батальона пехоты, на северном участке четыре батальона, на южном — два батальона, а на наименее угрожающем восточном — один батальон. Ночью также прибыли в город из Голоско боеприпасы и амуниция.
В этот же день окончательно оформился состав Руководства Группы Обороны Львова. Во главе её, в соответствии с приказом командующего Южного фронта, стал бригадный генерал в отставке Францишек Сикорский. В руководство группой входило 36 офицеров, группа унтер-офицеров и гражданские чиновники. Заместителем командира стал полковник Б. Фиялковский, начальником штаба подполковник К. Рыжинский, а его заместителем майор Гиларий Коссак. Начальником артиллерии стал полковник Максимилиан Ландау, начальниками отделов: транспортного — поручик Кароль Альбин, интендантского — майор Владислав Корнаус, санитарного — капитан медицинской службы доктор Еугениуш Княжевский, сапёрного — майор Штефан Загурский, вооружения — капитан Штефан Дигонь, офицер по специальным поручениям — полковник Мариан Штайфер. Отделами штаба управляли: Первый отдел — капитан Мечислав Самолык, Второй отдел — поручик запаса Виктор Павел Нехай, Третий отдел — подполковник Адамчик, Четвёртый отдел — Примис Фелициан Доллер. Состав группы Обороны Львова состоял из различных подразделений или их частей и составлял суммарно: 11 батальонов пехоты (в основном из призванных из запаса), несколько противотанковых орудий, пять артиллерийских батарей (в основном 75 мм), дивизион кавалерии, взвод связи и небольшие группы фортификации. Кроме того ещё была группа солдат из различных разбитых частей — из них 200 вооружённых, 120 обмундированных, но без оружия и 100 не обмундированных и не вооружённых.
Несмотря на подход подкреплений в район ул. Гродецкой, немецкое командование отказалось от быстрого штурма города и начало его осаду. Город был осаждён также с юга и севера. Немецкое командование хотело как можно скорее занять город исходя как из целей политического престижа, так и военно-стратегических. Основной целью ближайшего дня была поставлена задача занятия Кортумовой горы, в связи с её стратегическим значением. Задачу её штурма получила группа в составе 1-го батальона 98 горн.-стр. полка и 1-й и 2-й батальоны 99 горн.-стр. полка.

### 13 сентября
Утром, после сильной артподготовки, группа Шёрнера начала атаки на Кортумову гору, с которой открывался отличный обзор и возможность артиллерийского обстрела всего города. Оборону горы держали 80 солдат 5-й пех.дивизии со взводом 75-мм. пушек. Уже в ходе боя была дополнительно переброшена рота 205 рез.пех.полка. Однако это не помогло удержать позиции, занятые к полудню немцами. Это было тяжёлым ударом для польской обороны. Одновременно 2-й батальон 98 горн.-пех.полка продолжал атаки на северо-западном направлении, углубившись в окраины Львова и к вечеру выйдя к Збоищу и возвышенности 324 (разгромив лагерь 1-го гродненского пех.полка). Перерезанными оказались дороги на Брюховичи и Жолкву. Польское командование дважды пыталось отбить Кортумову гору силами сборного батальона 26-го пех.полка, а вечером 1-го батальона 206 рез.пех.полка. Единственным успехом было занятие Яновского кладбища, лежащего на склоне горы.
Бои шли также в западной части города, от железнодорожного вокзала до Кульпаркова. Немецкий 1-й батальон 100 горн.-стр.полка 1-й горнострелковой дивизии занял Железнодорожный Вокзал и прервал связь батальона 48 пех.полка с тремя гродненскими батальонами. Несмотря на большие потери понесёные немцами, поляки утратили инициативу и все их силы завязли в боях.
13 сентября в город ещё смогли прибыть дополнительные подкрепления в виде 2-го дивизиона 155 мм гаубиц и 3-й батареи 105 мм пушек из состава 6-го полка тяжёлой артиллерии. Они заняли позиции в районе Цитадели и Лычаковского кладбища, но не имели огневого контакта с противником. Также прибыли 107-я рота зенитных пулемётов и руководство мобилизуемой 35-й рез. пех. дивизии. Во главе дивизии встал руководитель западного сектора обороны, подполковник Ярослав Шафран. В полдень с генералом Лангнером вышел на связь командир 21-го батальона лёгких танков, майор Ежи Луцкий. В тот же день в Злочев был эвакуирован из Львова штаб Южного фронта. В утренних часах город покинул также и генерал Казимеж Соснковский, отправившийся в Пшемысль, чтобы, собрав имевшиеся там силы, прибыть с ними во Львов. Опасаясь атак на Львов с применением танков, генерал Сикорский приказал оборудовать в городе противотанковые завалы и засады (которые должны были быть укомплектованы пехотинцами и местными добровольцами). Среди жителей города начался сбор сапёрного инструмента, которым руководил Местный Совет. Проблемой было также бегство из города большей части городской администрации, сообщение о чём генерал Лангнер получил утром. Были также эвакуированы воеводский комитет и городской глава. Воевода Альфред Билык получил на эвакуацию разрешение напрямую от премьера, минуя военные власти. Лангнеру надо было заново создавать в городе гражданское управление. Во главе нового городского совета стал бывший премьер-министр Польши Казимир Бартель и президент города Станислав Островский. До вечера продолжалась перевозка склада боеприпасов из Голоско, пока вечером последний транспорт оттуда не был перехвачен немцами. Всего в город было переброшено до 50 тонн боеприпасов. Генерал Соснковский подчинил также генералу Лангнеру 10-ю кав.бригаду полковника С.Мачека, которая находилась севернее Львова. Их заданием было атаковать немцев с севера, очистить от них Збоище и пробить себе дорогу во Львов.
Немецкий генерал Л.Кюблер получил через разведку сведения о попытке генерала Соснковского перевезти во Львов из Пшемысля дополнительные силы. Генерал Кюблер отправил для защиты своих тылов сначала неполный батальон в направление Гродка Ягелонского, а потом ещё дополнительно три дивизиона 79-го арт.полка, два батальона 100-го горн.-стр. полка и две роты 99-го горн.-стр. полка. Из этих частей была создана оперативная группа «Утз», под командованием полковника Вилибальда Утза, командира 100-го горн.стр. полка. Подо Львов продолжали прибывать оставшиеся части 1-й дивизии. Первоначально они заняли позиции в Зимней Воде, а после сообщения о появлении польских частей в Ресне-Русской, были переброшены в тот район.

### 14 сентября
В этот день в городе шли локальные бои, отличавшиеся большим накалом с обеих сторон. Наибольшей интенсивности они достигли в районе Кульпаркова и Вульки, которые немцы атаковали с целью упрочить осаду Львова от юга до железнодорожной линии на Ходоров и шоссе на Бобрку. В бою на Вульке польские отряды подверглись обстрелу со стороны украинских жителей. В полдень 3-й батальон 1-го гродненского пех.полка атаковал Железнодорожный вокзал, но неудачно. Немецкая группа из состава 1-й горн.-стр. дивизии, в составе 3-го батальона 98-го полка и части 100-го полка, под командованием капитана Флейшмана, без боя овладела Козельниками и Сиховым, блокируя Львов с юга и юго-востока. Однако ночью немцы отошли из этих пунктов.
Под вечер 2-й и 3-й батальоны 206 рез.пех. полка контратаковали, без особых успехов, под Збоищем. Бои шли также на северо-запад от города, в районе Ресни-Русской, между батальоном 19-го пех. полка, поддержанным 105-й ротой зенитных пулемётов и 6-й батареей 6-го арт. полка с польской стороны, и немецким 3-м батальоном 99-го горн.-стр. полка. Польские войска также направили подкрепление в Голоско, для усиления команды воинских складов, а 10 кав. корпус ночью овладел Збоищем, но окружающие возвышенности остались в руках немцев.
В город прибыл начальник штаба Южного фронта, полковник Бронислав Раковский, с приказом Главнокомандующего об удержании приграничной полосы с Румынией. С этой целью генерал Лагнер отправил на Днестр своего заместителя генерала Милан-Камского. Утром приехали офицеры штаба Главнокомандующего полковник Ежи Сузин и майор Вацлав Яцина с инструкциями для генерала Соснковского. Они проинформировали генерала Лагнера об эвакуации Штаба Главнокомандующего Польской Армии в Коломыю. В тот же день делегация Местного Совета потребовала у генерала Лагнера о прекращении боевых действий в городе и передислокации в предполье, из-за угрозы разрушений. Начал работу отдел пропаганды под руководством бригадного генерала Мариана Кукеля. Из Станиславова прибыла часть работников Польского Радио, исправившая повреждения радио аппаратуры и начавшая трансляцию радио программ. Ситуация в городе была плачевной. Не действовала электросеть, подача газа и водопровод. Во Львов прибыло ок. 100 тыс. беженцев, что привело к перерасходу военных запасов продовольствия. В городе было около 3 тысяч больных и раненных.
По докладу командования погран.корпуса № 6, польские силы в городе насчитывали 20 батальонов пехоты, два штаба полка, некоторое количество взводов лёгкой артиллерии и дивизион тяжёлой артиллерии и части 35-й рез.пех.дивизии. Кроме того имелись 14 сборных батальонов пехоты, намного хуже вооружённых: 9 из гродненских полков, три сформированные 5-й пех.дивизией, батальон народного ополчения «Львов» и маршевый батальон 48-го пех.полка.
В дальнейшем во Львов прибыли дополнительные части артиллерии, что увеличило численность львовской артиллерии до 65 орудий, из них 10 тяжёлых. Был набран двух-батальонный полк народного ополчения под командованием подполковника Альфреда Грефнера, в составе батальона ополчения «Львов I» и батальона сформированного кадетами и стрелецким союзом. Началось формирование ещё трёх батальонов ополчения, во главе которых встали: майор Йосиф Хорнбергер, майор Юзеф Шмагович и капитан Юзеф Березовский. Во Львов также прибыл персонал мобилизационного пункта из Пщины, а также эскадрон запаса 3-го Силезского уланского полка. Командир транспорта, майор Францишек Глова, получил приказ принять командование силезским батальоном ополчения.
Вечером немецкие силы были усилены 3-м батальоном 100-го горн.-стр. полка, который был отправлен на линию осады в район Рудно. Генерал Кюблер приказал подчинённым ему частям усилить оборонительные позиции, чтобы не дать полякам прорвать осаду снаружи. Ночью немецкая артиллерия вела обстрел города.

### 15 сентября

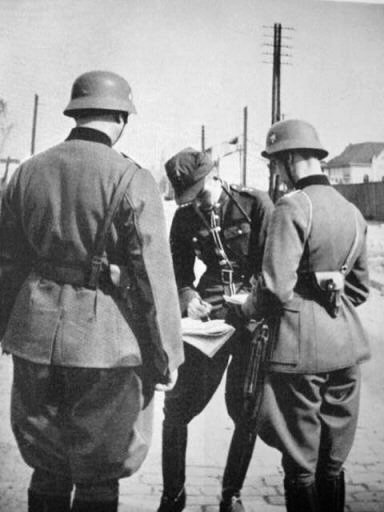
Встреча с немецкими парламентёрами. Львов, 1939 год.

Генерал Лагнер решил для помощи польским частям пробивающимся в город, пробить линию осады в районе Збоище. Поляки атаковали возвышенности над Збоищем, и в направлении на Великую Голоску. В обоих случаях немцы, в результате встречного боя, были вынуждены отойти, но польские атаки были остановлены огнём немецкой артиллерии. В самом городе были безуспешные попытки отбить Кортумову Гору. Рота 3-го батальона 207-го рез.пех.полка была отправлена в окружающие леса, с целью очистить их от немецких диверсантов и наблюдателей.
Вечером и ночью послана разведка в направлении на Сокольники, шоссе на Стрый, Сихов и Погулянку. Немецкая авиация разбомбила водонапорную станцию в Добростанах.
Командование группы Обороны Львова обратилось к гражданскому населению с призывом прекратить строительство баррикад в городе, которые мешали передвижению воинских частей. Создание баррикад должно проводиться по плану, под руководством сапёров. Президент города по радио обратился с призывом к населению вернуться на работу. С целью улучшения связи военного руководства и гражданских, был назначен офицер связи по делам поддержания порядка, обеспечения, безопасности и службы здоровья гражданского населения, подполковник Антоний Якубовский.
В окружном госпитале № 6 было сформировано 60 пехотных отделений. Произведена попытка эвакуации не призванных раненых. Санитарный поезд № 66 два раза доставлял по 300 раненных в Станиславов, пока не был разбомблен немецкими самолётами. Санитарный поезд № 64 был подожжен диверсантами.

### 16 сентября
Утром 3-й батальон 206 рез.пех.полка, при поддержке двух дивизионов артиллерии, атаковал немецкие позиции на высоте 324, но был остановлен на южных склонах. В это время немцы, после артподготовки, атаковали с Кортумовой Горы высоту 374, и заняли её после несколькочасового боя. В полдень, без согласования с руководством 10-го кав.корпуса, поляки атаковали немцев в направлении на Великое Голоско, для соединения с 10-м кав.корпусом. Под вечер удалось захватить половину деревни, что позволило установить связь с капитаном Хершенредером и его гарнизоном Окружного Склада. Были пополнены запасы боеприпасов и амуниции во Львове. Вскоре польский батальон отошёл за Полтву. Атаку в направлении Сихова и Давыдова предприняли кавалерийский эскадрон ротмистра резерва Яна Пьяновского-Квятковского и кав.эскадрон Полиции и ополчения. Им удалось захватить упавший немецкий самолёт, потеряв несколько человек раненными. На других участках обороны активность проявляли только разведчики.

### 17 сентября

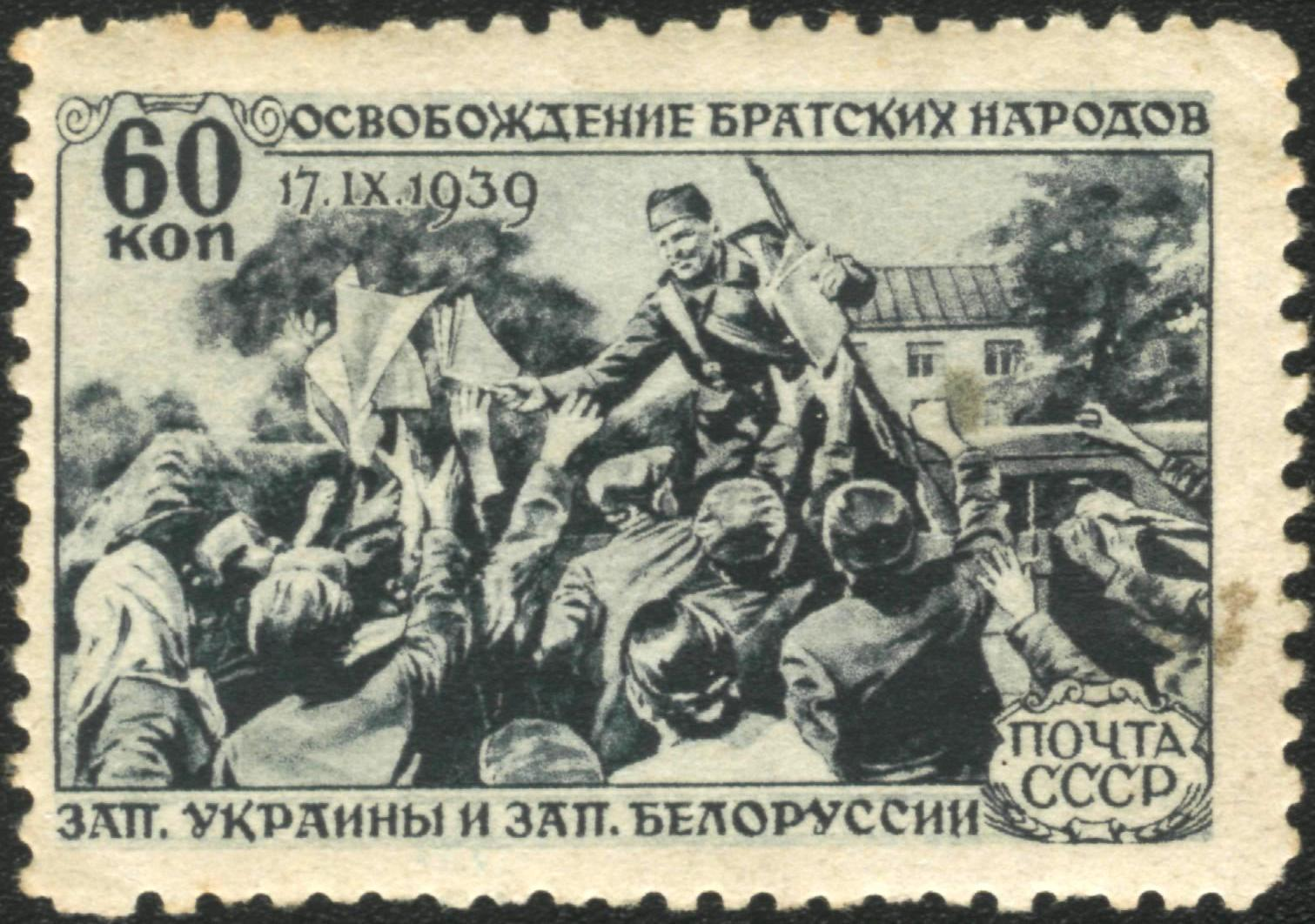
Почтовая марка СССР. 1940 год.

Утром генерал Лангнер отдал приказ об атаке на замарстыновские высоты и высоту 324, чтобы установить связь с 10-й кав. бригадой. Участие в атаке принимали три батальона 35-й рез. пех. дивизии, поддержанные артиллерией, при вспомогательных действиях 1-го гродненского пех. полка со стороны Полтвы и атаки двух эскадронов кавалерии. Была занята территория санатория в Великом Голоско и удался прорыв на высоту 324. Однако в это время 10-й кав. корпус, наступающий без успеха на вершины под Збоищем, получил приказ Главнокомандующего об отходе на Днестр, а затем в Венгрию. Ночью обороняющиеся выбили немцев из около-львовских сёл Подборцы, Подберёзцы, Знесенье, Лачки Муроване и Дубляны.
В это же время немецкая 2-я танковая дивизия разбила заслоняющую Львов со стороны Красного, группу «Жолкев» полковника Стефана Ивановского.
Утром командование корпуса во Львове получило известие о пересечении польской границы советскими войсками и их движении вглубь страны. В полдень генерал Лангнер получил приказ Главнокомандующего воевать только с немцами, а по отрядам Красной Армии открывать огонь только в случае крайней самообороны. В направлении Львова двигалась 6-я армия Украинского фронта, под командованием комкора Ф. И. Голикова.

### 18 сентября
В полдень два батальона из 5-й пех.дивизии, под командованием подполковника Владислава Смержинского, поддержанные бронепоездом № 53 «Смелый», атаковали в южном направлении, достигнув линии Козельники—Пироговка. Атака однако была остановлена вечером, после обстрела поляков из леса, расположенного на юг от Пироговки. Оба батальона вернулись во Львов. Над городом прошла эскадра советских самолётов, но они не были обстреляны, так как не считались вражескими.
Силы обороняющихся возросли, благодаря прибытию из Луцка двух бронепоездов: № 53 «Смелый» (капитана Мечислава Малиновского) и № 55 «Бартош Гловацкий» (капитана Анджея Подгорского). Во Львов прибыл также 2-й дивизион 33-го полка лёгкой артиллерии. Руководитель обороны города, генерал Лангнер обсуждал возможности дальнейший действий. Предлагалось ночью прорваться всеми силами на Бобрку и далее на юг, в направлении границы с Венгрией или же продолжать оборону, в ожидании прибытия оперативной группы генерала Соснковского. В полдень была получена радиограмма от Соснковского о приближении его сил к городу и о целесообразности совместного удара для прорыва его частей во Львов. В связи с этим сообщением Лангнер принял решение о дальнейшей обороне Львова. Вечером на совещании с руководителями секторов обороны Лангнер представил и третью возможность — сдать город немцам. Резко против этого выступил начальник штаба 35-й рез.пех.дивизии, подполковник Ян Соколовский, который предложил объявить дополнительный набор ополченцев в Добровольный Корпус Обороны Львова (который вскоре вырос до 5 тыс. человек). Это предложение поддержал также бригадный генерал в отставке Мариан Янушавичюс, который выступил с призывом к населению. В целях поддержания в городе внутренней безопасности, были введены ограничения на передвижение солдат с 21 часа до 4 часов ночи. Движение по городу позволялось только воинским частям под руководством офицеров или подофицеров, обозам, патрулям, транспорту для перевозки раненных, связным, гонцам и командиром от уровня батальона и выше. Гражданским лицам движение в ночное время было запрещено без специальных пропусков.
18 сентября Верховное Командование Вермахта издало директиву, приказывающую 14 армии генерал-полковника Вильгельма Листа выйти на линию Сколе-Стрый-восточная окраина Львова-Каменка Струмилова-Западный Буг до Грубешова. XVIII армейский корпус, под руководством генерала Ойгена Бейера, должен был разгромить группу Соснковского и занять Львов, а 5-я танковая дивизия и 57-я пехотная дивизия — занять нефтяные месторождения. После получения утром сообщения о приближении частей Соснковского, командующий XVIII корпусом приказал 2-й горнострелковой дивизии передать два батальона 1-й горн.-стр. дивизии, с целью усиления последней. К полудню должен был также в район Ресни-Русской прибыть 15-й танковый полк из 5-й танковой дивизии. Одновременно командование 1-й горн.-стр.дивизии перегруппировало свои силы: группа «Пермшел» была передислоцирована в Зимне Воды, а группа «Утж» в Гродек Ягелонский. Силами 137 полка из состава 2-й дивизии, решено осадить Львов с востока, путём занятия Винников и окружающих высот. На север от Львова 44-я пехотная дивизия, совместно с частями 2-й танковой дивизии замкнула дорогу на Жолкву, 45-я пех.дивизия взяла Немиров, 5-я танковая Борислав и Стрый, а 57-я пехотная — Дрогобыч и Бусовиско. Немцы, которые очень хотели занять Львов, сбросили с самолётов листовки призывающие к сдаче и ставя ультиматум, обещая на 19 сентября мощную атаку на город.
Параллельно, командующий Украинского фронта РККА, командарм Тимошенко, приказал 5-й армии выйти на линию: Рожище-Горохов-Луцк, 6-й армии овладеть Львовом, а 12-й армии выйти на рубеж Журавно-Долина-Станиславов, а затем атаковать в направлении Стрыя, обеспечивая безопасность левого фланга со стороны Румынии. 2-й кав.корпус из состава 6-й армии получил приказ выйти быстрым маршем во взаимодействии с 24-м танковым батальоном, с целью взятия Львова. Выполнено это было только частично, так как 5 кав.дивизия до вечера была занята разоружением польского гарнизона Тернополя, а 24-й танковый батальон не имел горючего. В этой ситуации в направлении Львова были высланы только механизированные подразделения под общим командованием комбрига Шарабурко, командира 5-й кав.дивизии, в составе около 600 солдат 5 кав.дивизии и неполного 24-го танкового батальона, силой 30 танков БТ-7.
В течение ночи с 18 на 19 сентября проводилась интенсивная разведка польских позиций со всех направлений. Один советский отряд обстрелял ночью польские баррикады на Лычакове и позиции 1-й батареи 42-го дивизиона лёгкой артиллерии, пробуя быстро ворваться в город. Советские войска замкнули с востока кольцо окружения города и заняли Винники.

### 19 сентября
Утром к Лычаковской рогатке прибыли советские офицеры, предлагая руководству обороны Львова провести переговоры, с целью сдачи города. Переговоры прошли в Винниках. С польской стороны в них участвовали полковник Бронислав Раковский, подполковник Казимир Рыжинский и майор Вацлав Берко, в качестве переводчика. Представители советской стороны указали что прибыли воевать с немцами и требовали разрешения на вход в город. Так как поляки не имели соответствующих полномочий, переговоры должны были быть продолжены позднее.
Польские части вели интенсивные боевые действия. Их целью было соединение с частями Соснковского. В полдень генерал Лангнер получил сообщение что командующий Южного фронта находиться в Брюховичах и через Голоско попробует пробиться во Львов. В этой ситуации в Дубляны были отправлены из города два эскадрона кавалерии, с заданием установить связь с группой генерала Соснковского и проинформировать его, что гарнизон Львова выполнит атаку на позиции немцев. Атака была проведена двумя батальонами 206 рез.пех.полка и двумя батальонами 207 рез.пех.полка под общим командованием полковника Шафрана, при поддержке артиллерии и обоих бронепоездов. Поляки сумели занять Замарстынов и Малое Голоско, а также южную часть Великого Голоско. Однако дальше атака забуксовала. Повреждения прямыми попаданиями получил бронепоезд «Бартош Гловацкий», который был эвакуирован на станцию Подзамче. В полдень генерал Лангнер отдал приказ, что в случае советской атаки открывать огонь и не дать себя захватить. Наблюдатели сообщали что со стороны Сихова к городу приближаются новые советские и немецкие части.
Вечером генерал Сикорский проинформировал руководителей секторов обороны, что ночью или на рассвете нужно ожидать атаки танков и самоходок неприятеля. В связи с этим приказал проводить интенсивные фортификационные работы всю ночь, с привлечением также и гражданского населения. Отдано распоряжение о копании противотанковых рвов, строительстве баррикад и приготовлении домов к обороне. Каждый отряд должен был приготовить как можно больше бутылок с бензином или нефтью. Прилагалась к приказу инструкция, как уничтожать танки с использованием этих бутылок.
19 сентября утром, ещё свободными дорогами через Дубляны и Каменку-Струмилову, во Львов прибыли три эвакуационных поезда из Радома, Демблина и Страховиц. Они, кроме прочего, доставили три зенитных пушки 40 мм, 12 тысяч карабинов, 2 тыс. ручных пулемётов, 4 тыс. автоматов, 5 тыс. пистолетов и большое количество боеприпасов, амуниции и ручных гранат. Поздним вечером к городу прорвались первые группы солдат Соснковского.

### 20 сентября

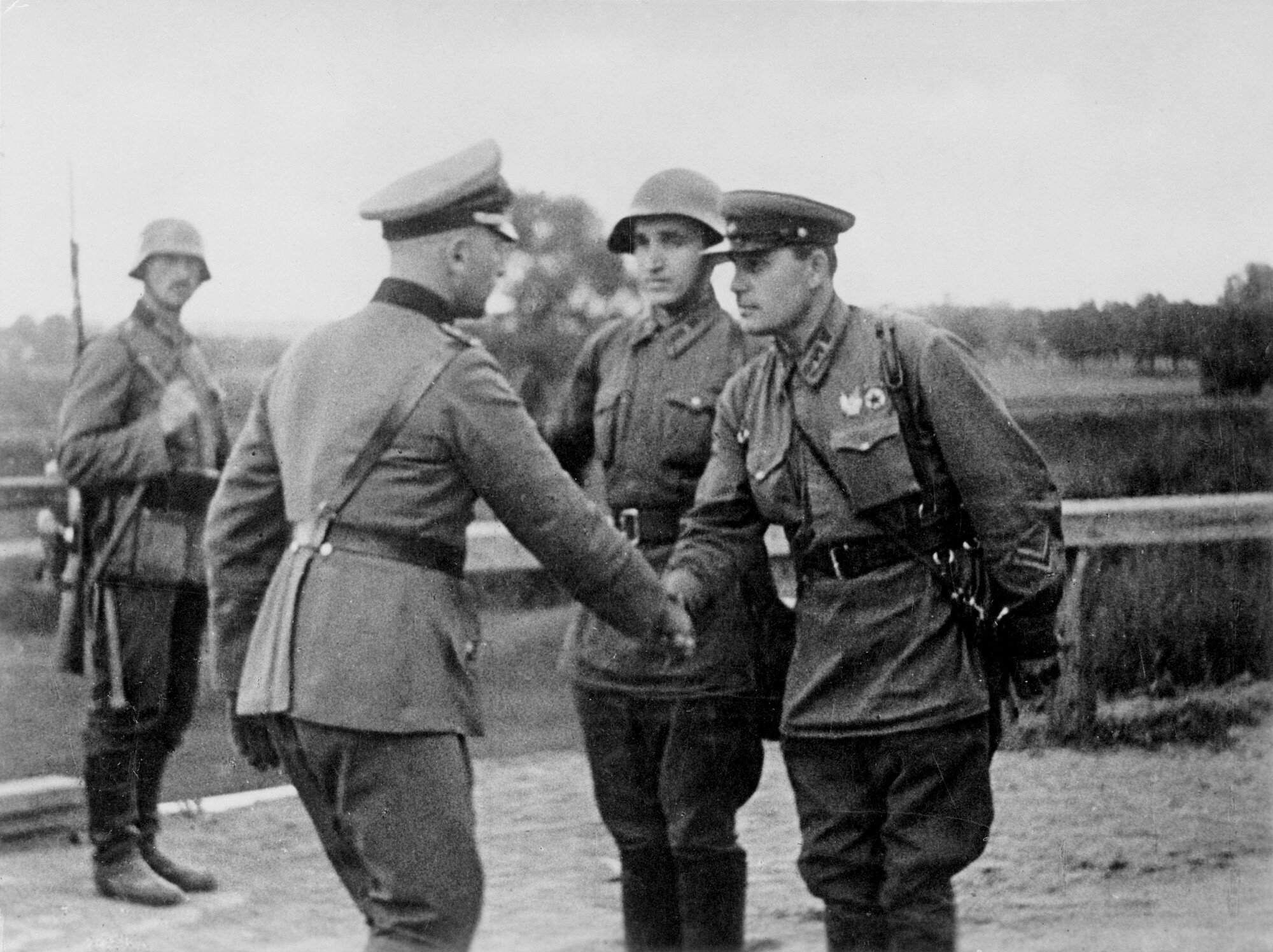
Встреча советских и немецких офицеров. Польша, октябрь 1939 года.

Гарнизон Львова приготовился к обороне в окружении. Генерал Сикорский издал «Подробный приказ» (пол. Rozkaz szczegółowy) о приготовлении к обороне (это были те же распоряжения, что и отданные ранее устно). Приказал руководству секторов и командирам артиллеристов и сапёров усилить оборону, создав более мощную сеть фортификационных сооружений, возвести новые баррикады и противотанковые рвы. Баррикада должна быть с одной стороны защитой для расчёта противотанковой пушки, а находящиеся рядом или поблизости самостоятельные боевые группы должны быть готовы к борьбе с танками и защите баррикады. Артиллерия должна поддерживать огневую связь между выдвинутыми пунктами и гнёздами обороны на всём протяжении линии фронта. Руководителю восточного сектора было отдано распоряжение о создании сильного огневого заслона на холмах Знесенья, чтобы дать возможность использовать стрелковый полигон для размещения тяжелой артиллерии. Приказано готовить сильную оборону и внутри секторов, через перекрытие баррикадами и противотанковыми рвами всех важнейших перекрёстков, вплоть до тыльного пересечения секторов. Выдвинутым пунктом внутренней обороны должен был стать Высокий Замок, а занятие это пункта должно быть только по особому приказу. Приказ требовал создания штурмовых групп для боёв в секторах и ночного патрулирования. В следующей части приказ подчёркивал что оборона должна быть упорной, а отдельные части и группы должны биться с противником, даже в окружении, невзирая на происходящее за их спиной или на флангах. Командиры групп должны получить точные приказы, которые не требовали бы разъяснений в ходе боя. При передовых отрядах требовалось организовать запасы продовольствия и боеприпасов на несколько дней боёв, чтобы позволить сражаться даже в полном окружении. Реализации этих поручений должны были помочь специально направленные в сектора офицеры, в ранге начальников штабов секторов. В последнем пункте приказа генерал Сикорский приказал сформировать небольшие отряды, состоящие из командира, расчёта пулемёта и гренадеров (с ручными гранатами и бутылками), в сумме 8-10 человек, с целью обороны необходимых зданий. Генерал Сикорский также распорядился чтобы дополнительные пункты обороны и баррикады выбирал командир сектора. К первому приказу прилагался план города, на котором обозначены границы внутреннего сектора, внешнего кольца внутреннего сектора, выдвинутые пункты обороны и важнейшие баррикады.
В этот день значительно ухудшилось военное положение защитников Львова. Генерал Лангнер, рассчитывая ещё на прорыв Соснковского, приказал продолжать наступательные операции в направлении Брюховичи и Голоско. Однако вновь они были отбиты. С другой стороны, на южном участке обороны, поляки были вынуждены отбивать сильные немецкие атаки пехоты и танков на Кульпарков, казармы 6-го авиаполка и шоссе на Стрый. На западном и восточном участках наблюдалось оживлённая деятельность и передвижение советских и немецких войск, готовивших на следующий день генеральный штурм на Львов. Проблем добавляли также и разногласия в руководстве обороны, по вопросу дальнейших действий. Несмотря на полное окружение города, начальник штаба 35-й рез.пех.дивизии, подполковник Ян Соколовский, выдвинул предложение о прорыве дивизии в Венгрию. Были даже отданы распоряжения о подготовке ночного броска, категорически отменённые генералом Лангнером, запретившим эти действия. Ночью во Львов прошло ещё несколько групп из частей генерала Соснковского. Кроме того, две роты Гражданской Обороны произвели нападение на аэродром в Скнилове, нанеся немцам ощутимые потери и взяв 15 пленных.
20 сентября штаб советской 6-й армии Украинского фронта готовил генеральное наступление на Львов, которое должно было начаться утром следующего дня. Срок однако был перенесён в целях окончания подготовки к штурму. Главные силы 6-й армии, а также 10-я, 24-я и 38-я танковые бригады, вместе с 5-й кав.дивизией и стрелковым полком из 96-й стр.див., должны были атаковать польские позиции с востока и юго-востока. С севера и северо-востока удар также должна была наносить 14-я кав.дивизия, а с юга и юго-востока — 3-я кав.дивизия. Танковые бригады опоздали с прибытием на место из-за загруженности шоссе Тернополь-Львов. Кроме того, действующая южнее Львова 12-я армия генерала Тюленева получили приказ, таким образом расположить свои части, чтобы не позволить прорывающимся из Львова польским частям достичь венгерской границы.
Также и немецкая сторона проводила приготовления к генеральному штурму Львова, которое должно было начаться чуть раньше, чем советское. Его должны были осуществить три дивизии XVIII корпуса генерала Бейера, при этом 7-я пех.дивизия должна была ударить с севера, 1-я горнострелковая с юга и частично с запада, а 2-я горнострелковая с юго-востока. Немцы предложили польским защитникам капитуляцию до утра 21 сентября, в противном случае угрожая уничтожением Львова. Представители Вермахта и Красной армии несколько раз встречались подо Львовом, чтобы попытаться договориться о совместном штурме города. Но тема послевоенной принадлежности города была камнем преткновения между ними, хотя решалась не здесь, а намного выше. Утром 20 сентября штаб немецкой Южной группы армий получил директиву ОКХ о прекращении осады Львова и установления связи с советским командованием, чтобы не допустить дальнейших стычек между частями двух армий. В дальнейшем, приказ по 14-й армии информировал об установлении советско-немецкой демаркационной линии, идущей вдоль Писы, Нарева, Вислы и Сана до Пшемысля, а затем через Хыров до Ужоцкого перевала. В этих условиях 14-я армия должна была прекратить ведение боевых действий на восток от этой линии и приготовиться к отходу за неё. В результате, вечером руководство XVIII корпуса приказало снять осаду Львова и ночью начать отвод немецких войск в западном направлении. Командир 1-й горн.-стр.дивизии отменил приказ о наступлении и приказал своим частям перейти к обороне, а вскоре после полуночи приказал передать занимаемые позиции советским частям, а дивизии отойти в направлении на Янов. Отход начала также и 2-я горн.-стр.дивизия. Эти действия маскировались артиллерийским обстрелом Львова.

### 21 сентября
С утра представители Красной Армии предложили полякам продолжение переговоров. Прошли они в Винниках, с участием подполковника Рыжинского и майора Яна Явича, в качестве переводчика. Представители советской стороны требовали позволения пропуска их частей в город, что однако не входило в компетенцию польских переговорщиков. В этой ситуации стороны договорились о встрече в полдень генерала Лангнера с советским генералом. Была одна атака советских частей на польские позиции, прекращённая после краткой перестрелки. Несмотря на этот инцидент, генерал Лангнер, вместе с подполковником Рыжинским прибыл на встречу к Лычаковской рогатке, однако советского генерала там не было. Новая встреча состоялась на том же месте через три часа. Дошло до переговоров обеих делегаций об условиях сдачи города. Ночью обе стороны должны были подготовить письменные предложения, чтобы утром следующего дня встретиться для их обсуждения и принятия. Советская сторона гарантировала полякам оставление городских властей на их должностях, безопасность всех находящихся на территории города, сохранение частной собственности и возможность для всех желающих выехать в нейтральные страны.
По возвращении во Львов генерал Лангнер проанализировал положение и возможность дальнейшего продолжения обороны. Он пришёл к выводу, что шансы на прорыв воинских частей из города в Венгрию или Румынию минимальны, а продолжение боевых действий вызовет большие потери мирного населения и разрушение города. Более того, после разгрома частей генерала Соснковского и полном окружении Львова, город утратил свою военную роль, как пункт сбора отступающих на юг польских войск. С другой стороны, польские защитники имели большие запасы боеприпасов (кроме запасов для артиллерии ПВО) и продовольствия. Моральный дух всех польских частей был высоким. В результате Лангнер созвал вечером совещание командиров секторов и отдал приказ об усиленном патрулировании тех районов, где отмечено присутствие советских частей. Примечательно, что такой же приказ получили и части Красной Армии. На совещании позицию генерала поддержали генерал Янушайтис и полковник Раковский, против выступили полковник Шафран и подполковник Соколовский. А вот президент города Островский подтвердив сведения о плохом положении города, в дискуссии о дальнейшей борьбе или о сдаче воздержался, предоставив решать военным властям.
По причине близкого расположения советских частей около польских позиций генерал Янушайтис отдал генералу Сикорскому поручение проинформировать обороняющихся, что в случае приближения советских солдат ближе чем на 300 метров, огонь открывать только после троекратного предупреждения.
Немецкие войска в этот день закончили отвод своих частей от Львова, передав свои позиции Красной Армии. Окончательные потери 1-й горнострелковой дивизии подо Львовом составили 484 убитых (из них 116 в 99-м горнострелковом полку), 918 раненных и 608 больных (болезни поля боя и болезни ног). Также немцы понесли значительные потери в вооружении и боевой технике.

### 22 сентября

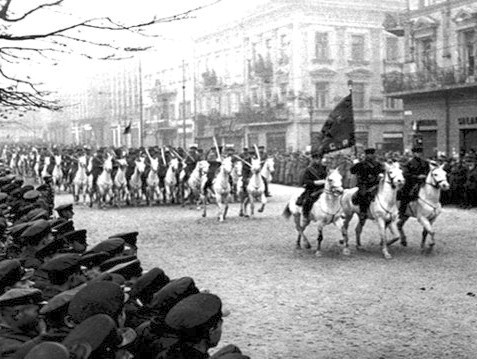
Советская кавалерия во Львове после капитуляции города. Парад на Гетманских Валах возле Гранд-Отеля

Они[кто?], как и взятые в других местах польские офицеры, попали в лагеря для военнопленных, а потом большая часть из них погибла. Некоторые офицеры сумели сбежать, среди них подполковник Рыжинский и полковник Стейфер. Остальные были уверены в том, что советская сторона будет соблюдать подписанные договорённости и попали в плен.
Вступающая во Львов Красная Армия также сразу нарушила и другие положения подписанных соглашений. В числе других нарушений — расстрел польских жандармов у рогатки на ул. Зелённой, а также группы жандармов в Бригидках . С другой стороны, до самого вечера продолжались схватки с группами польских солдат, открывавших ружейный и пулемётный огонь из окон домов, крыш и колоколен костёлов. Президент города Островский направил советскому командованию жалобу на грабежи и насилие, чинимые советскими солдатами, но без результата.

### После сдачи города
Новые власти провели регистрацию беженцев и оставшихся в городе военных. 24 сентября был арестован Островский, а 27-го генерал Янушайтис, который уже начал создавать подпольные ячейки.
Несколько иначе сложилась судьба генерала Владислава Лангнера. После переговоров в Тернополе 24 сентября с командующим Украинским фронтом командармом Тимошенко, который пообещал ему придерживаться принятых договорённостей о сдаче Львова, 26 сентября он был вывезен в Москву, где встретился с начальником Генерального Штаба РККА, командармом Б. М. Шапошниковым и с заместителем руководителя оперативного отдела Ген Штаба, генерал-полковником Ивановым. Не удалось, хоть и планировалось, встретиться с маршалом Ворошиловым. 4 октября генерал Лангнер был возвращён во Львов, чтобы сообщить о соблюдении советскими властями подписанных 22 сентября договорённостей и о скором освобождении польских офицеров — участников обороны Львова. 18 ноября он тайно оставил город и добрался до Румынии, а оттуда — в состав польского войска на западе.

## Итог
Немецкая сторона проводила под Львовом интенсивные боевые действия. Наиболее активной была 1-я горнострелковая дивизия, хорошо обученная и вооружённая и действовавшая отдельно от других немецких подразделений. После неудачи взятия города сходу, немецкие горные стрелки заняли на следующий день все господствовавшие над городом высоты. Высокой оценки заслуживает проводившаяся руководством дивизии разведка, поддержка связи между подразделениями и маскировка настоящей численности подразделений. Отлично использовались сила огневых средств и лёгкой артиллерии. Немецкие подразделения хорошо маневрировали по внутренним линиям, благодаря чему с одной стороны вели действия против группы генерала Соснковского, а с другой — проводили боевые операции против защитников Львова. И всё это силами практически одной дивизии.
Польское командование, напротив, не использовало знание местности, были также большие проблемы с разведкой истинной силы немецких частей. Главной проблемой была плохая система командования и никудышная связь, которая в принципе делала невозможной проведение взаимосвязанных действий гарнизона Львова с 10-й кав.бригадой, а потом и с группой генерала Соснковского. Польские действия поражали отсутствием веры в собственные возможности, что приводило к решениям о проведении важных операций недостаточными силами. Главнокомандующий ВС Польши Рыдз-Смигла в «Директиве о концентрации своих сил на юге» указывал : «Оставить для обороны Львова и Перемышля необходимый гарнизон, выделив только минимум частей с учётом действительных нужд». Гарнизон Львова, которому было приказано обороняться на месте до последнего, играл роль только «прикрытия войск, отходящих из Средней Польши» (Ф.Голиков «Об одной фальшивке немецко-фашистских генералов») . С другой стороны, генерал Лангнер неоднократно завышал возможности немецких подразделений.
Возможно, что ошибкой был невывод сил из города в южном или юго-восточном направлении, возможный ещё в ночь с 17 на 18 сентября. Необъяснимым был также оптимизм и вера в советские обещания, что привело к быстрой сдаче города Красной Армии. Состояние запасов, фортификаций и вооружения, а также настрой солдат, давали возможности намного более длительной обороны города.